# WR 102ea
WR 102ea è una stella di Wolf-Rayet situata nella costellazione del Sagittario.
È la seconda stella più luminosa del ammasso Quintupletto dopo la Stella Pistola. La sua luminosità era stata stimata in 4.500.000 volte quella del Sole, anche se successivamente in una pubblicazione del 2010 di Liermann e colleghi la luminosità viene ridimensionata a 2,5 milioni di volte quella solare. Nonostante il ridimensionamento dei parametri stellari rimane una delle più luminose stelle conosciute. 
Nata con una massa di oltre 100 masse solari, la stella ha perso nel corso della sua breve esistenza una notevole parte della sua massa tramite il forte vento stellare, e attualmente la massa è stata stimata essere di circa 58M⊙